# 终动脉
终动脉又称终末动脉（terminal artery），是为一部分组织提供含氧血液的唯一动脉；即除进入毛细血管床外，不与任何其他相邻动脉吻合的动脉。其构造由内皮细胞、平滑肌细胞和弹力基底膜组成。功能性终动脉指梗阻后邻近动脉不能代偿血供的动脉，如脑中的一些动脉分支。
终动脉的例子如视网膜中央动脉、内听动脉 。

## 影响
终动脉阻塞可能会导致其供应的组织死亡。例如，视网膜中央动脉阻塞因为没有侧支循环，流向该区域的血液完全阻塞，最终导致失明。